# Петър Пепелюговски
Петър Пепелюговски с псевдоним Цървениот (на македонска литературна норма: Петар Пепељуговски – Црвениот) е югославски партизанин, деец на НОВМ, политически офицер, генерал-лейтенант от ЮНА.

## Биография
Роден е на 12 октомври 1924 година в град Прилеп. През 1935 г. завършва основно образование в родния си град, а след това и занаятчийско училище през 1938 г. През 1941 година става член на ЮКП, а на следващата година става секретар на Местния комитет на ЮКП за Прилеп. Влиза в Прилепския народоосвободителен партизански отряд „Гьорче Петров“. През 1943 година става заместник-комисар на Трета оперативна зона на НОВ и ПОМ. От март до май 1944 година е заместник-политически комисар на втора македонска ударна бригада. До 10 април 1945 е политически комисар на четиринадесета македонска младежка ударна бригада „Димитър Влахов“ и отделно е политически комисар на петнадесета народоосвободителна поречка бригада. По-късно е политически комисар на чета и на петнадесета македонска ударна бригада. Отделно участва в битки на Сремския фронт заедно с Петнадесети корпус на НОВЮ. След Втората световна война става командир на военен окръг, секретар на Народната отбрана в Изпълнителния съвет на СРМ. Между 1945 и 1953 г. е политически комисар на дивизия. През 1953 г. завършва Висшата военна академия на ЮНА. От 1953 до 1959 г. е началник-щаб на гвардейска дивизия. През 1959 г. завършва Военна школа. След това е до 1961 г. е преподавател в Школата. Между 1961 и 1963 г. е помощник-командир на Скопския военен окръг. В периода 1963 – 1965 г. е командир на Прищинския военен окръг. От 1965 до 1974 г. е член на Изпълнителния съвет на Социалистическа република Македония. В периода 1974 – 1982 г. е член на Съюзния секретариат за народна отбрана на Югославия. Пенсионира се през 1982 г. Умира на 19 септември 1999 г. в Скопие.

## Военни звания
- Подполковник (1945)
- Полковник (1950)
- Генерал-майор (1962)
- Генерал-лейтенант (1969)

## Награди
- Партизански възпоменателен медал 1941;
- Орден „Партизанска звезда“ с пушки, 1945 година;
- Орден за храброст, 1946 година;
- Орден за народа със сребърни лъчи, 1946 година;
- Орден на братството и единството със златен венец, 1946 година;
- Орден на народната армия със златна звезда, 1964 година;
- Орден за военни заслуги с голяма звезда, 1972 година;
- Орден на народната армия с лавров венец, 1981 година.